# Stora Herrö
Stora Herrö (Herrö) är en ö i Finland. Den ligger i Finska viken och i kommunerna Esbo och Kyrkslätt i landskapet Nyland, i den södra delen av landet. Ön ligger omkring 18 kilometer sydväst om Helsingfors.
Öns area är 62,2 hektar och dess största längd är 1,7 kilometer i sydväst-nordöstlig riktning. Ön höjer sig omkring 5 meter över havsytan.
Ön hör till Sommaröarna. Ön består av två bergiga uddar i riktning nordväst och nordost, med en dalgång emellan. Viken mellan uddarna vettande mot norr utgör en väl skyddad hamn.
På ön bodde sedan mitten av 1800-talet som mest tre familjer året runt, med fiske som huvudnäring. Esbo stad köpte 1962 största delen av ön till rekreationsområde, och kring samma tid flyttade den sista familjen till fastlandet. På Herrö och det med den nästan sammanvuxna Lilla Herrö finns idag något tiotal privata sommarstugor.